# باغ ناظر
باغ ناظر (بالإنجليزية: Bagh-e Nazer)‏ هي قرية تقع في قسم تشنارود الجنوبي الريفي (مقاطعة تشادغان) في إيران. يقدر عدد سكانها بـ 29 نسمة بحسب إحصاء 2016.